# Бендас Василь Васильович
Василь Васильович Бендас — український актор театру і кіно. Відомий з телепрограми «Шоу довгоносиків». Народився 1976 року в селі Старі Кривотули, Івано-Франківській обл. Завдяки низькому зросту (1,49 м) прославився дитячими і комічними ролями.

## Освіта
Закінчив в 1995 р. Київський театральний інститут ім. Карпенка—Карого, відділення — «Актор театру і кіно»

## Професійна діяльність
До 1997 р. — актор київського театру «Юного глядача».
 З 1997 р. знімався в багатосерійних, комедійних серіалах і телевізійних проєктах на телеканалах УТ-1, 1+1, Інтер, ICTV, СТБ і СТС.
 Використовуючи свій акторський діапазон і неординарну зовнішність, Василь утілив на екрані широку палітру образів, що запам'ятовуються, в телесеріалах Шоу довгоносиків, «Марабу», «Ноти і банкноти», «Повне мамаду», «Повне мамаду — 2», «Повне мамаду — 3», «Приватна міліція», «Приватна міліція — 2», «Нові пригоди Шерлока Холмса і доктора Ватсона», «Весела хата», «Веселі байки». Був телеведучим в телепроєктах: «Лото Забава», «Спозарання», «Хіт Фабрика» «Божевільні бабки».
 На сцені Василь Бендас постійний партнер Віктора Андрієнка в естрадно-розважальному жанрі, а так само співпрацює як актор з київським театром «Юного глядача» у спектаклях.
 На посаді віце президента очолює дитячий спортивно-технічний клуб по автомотоспорту «Формула — ЦЦ» (цей клуб з 2006 р. входить в асоціацію автомотоспорту України).

## Фільмографія і ролі
- 1994 — Ветры
- 2005 — Весела хата
- 2006 — Зоряні канікули — Гоша
- 2009 — Недоторкані — Івасик-телесик
- 2011 — Хто кому хто — Веліканов
- 2011 — Кумські байки — Вася.
- 2013 — Іван Сила
- 2014 — Поводир — продавець газет.